# Athlétisme aux Jeux mondiaux militaires d'été de 1999
Navigation
Édition précédente Édition suivante
Les compétitions d'athlétisme des 2es Jeux mondiaux militaires ont eu lieu à Zagreb en Croatie du 6 au 11 au 16 août 1999.

## Résultats

### Hommes
| Épreuve           | Or                                                                            | Or                   | Argent                                                                 | Argent          | Bronze                                                                     | Bronze          |
| ----------------- | ----------------------------------------------------------------------------- | -------------------- | ---------------------------------------------------------------------- | --------------- | -------------------------------------------------------------------------- | --------------- |
| 100 m             | Anatoliy Dovhal Ukraine                                                       | 10 s 34 (CR)         | Martin Lachkovics Autriche                                             | 10 s 42         | Vitaliy Seniv Ukraine                                                      | 10 s 42         |
| 200 m             | Malik Louahla Algérie                                                         | 20 s 96              | Maurizio Checcucci Italie                                              | 21 s 07         | Massimiliano Donati Italie                                                 | 21 s 14         |
| 400 m             | Ibrahima Wade Sénégal                                                         | 45 s 92              | Julius Chepkwony Kenya                                                 | 46 s 16         | Salaheddine Safi Bakar Qatar                                               | 46 s 35         |
| 800 m             | Djabir Saïd-Guerni Algérie                                                    | 1 min 46 s 41        | Flávio Godoy Brésil                                                    | 1 min 47 s 94   | Charles Makau Kenya                                                        | 1 min 48 s 04   |
| 1 500 m           | Sammy Mutai Kenya                                                             | 3 min 38 s 94        | Stephen Kipkorir Kenya                                                 | 3 min 40 s 25   | Branko Zorko Croatie                                                       | 3 min 41 s 06   |
| 5 000 m           | Shem Kororia Kenya                                                            | 13 min 50 s 51       | Miroslav Vanko Slovaquie                                               | 13 min 52 s 01  | Viktor Röthlin Suisse                                                      | 13 min 58 s 52  |
| 10 000 m          | Elijah Korir Kenya                                                            | 28 min 24 s 82       | William Kalya Kenya                                                    | 28 min 31 s 30  | Róbert Štefko Slovaquie                                                    | 28 min 49 s 90  |
| 110 m haies       | Staņislavs Olijars Lettonie                                                   | 13 s 32 (CR)         | Falk Balzer Allemagne                                                  | 13 s 44         | Igor Kováč Slovaquie                                                       | 13 s 63         |
| 400 m haies       | Thomas Goller Allemagne                                                       | 48 s 75 (CR)         | Fabrizio Mori Italie                                                   | 48 s 83         | Hillary Maritim Kenya                                                      | 49 s 48         |
| 3 000 m steeple   | Khamis Abdullah Saifeldin Qatar                                               | 8 min 21 s 92        | Jonathan Kandie Kenya                                                  | 8 min 22 s 81   | Christopher Koskei Kenya                                                   | 8 min 31 s 19   |
| 4 × 100 m         | Italie Andrea Rabino Massimiliano Donati Maurizio Checcucci Giovanni Puggioni | 39 s 92 (CR)         | Ukraine Dmitriy Myshka Vitaly Seniv Anatoliy Dovhal Hennadiy Horbenko  | 40 s 10         | Croatie Tihomir Buinjac Dejan Vojnovic Vjekoslav Orsolic Slaven Krajacic   | 40 s 23         |
| 4 × 400 m         | Pologne Marcin Jędrusiński Piotr Rysiukiewicz Jacek Bocian Robert Maćkowiak   | 3 min 02 s 78 (CR)   | Russie Daniyil Shekin Mikhail Vdovin Innokentiy Zharov Andrey Semyonov | 3 min 02 s 98   | Kenya Samson Yego Kipchirchir Hillary Maritim David Kirui Julius Chepkwony | 3 min 03 s 43   |
| Marathon          | Grzegorz Gajdus Pologne                                                       | 2 h 16 min 40 s      | Kim Jong-chol Corée du Nord                                            | 2 h 18 min 08 s | Gino Van Geyte Belgique                                                    | 2 h 18 min 22 s |
| 20 km marche      | Aigars Fadejevs Lettonie                                                      | 1 h 21 min 42 s (CR) | Marco Giungi Italie                                                    | 1 h 21 min 47 s | Andrey Makarov Biélorussie                                                 | 1 h 22 min 56 s |
| Saut en hauteur   | Ivan Bernasconi Italie                                                        | 2,27 m (CR)          | Abderrahmane Hammad Algérie                                            | 2,27 m (CR)     | Vyacheslav Tyrtyshnik Ukraine                                              | 2,24 m          |
| Saut à la perche  | Maurilio Mariani Italie                                                       | 5,70 m (CR)=         | Michael Stolle Allemagne                                               | 5,70 m (CR)=    | Yevgeniy Smiryagin Russie                                                  | 5,65 m          |
| Saut en longueur  | Huang Le Chine                                                                | 8,21 m (CR)          | Chen Jing Chine                                                        | 8,15 m          | Kostas Koukodimos Grèce                                                    | 8,09 m          |
| Triple saut       | Remmy Limo Kenya                                                              | 16,84 m (w)          | Paolo Camossi Italie                                                   | 16,80 m (CR)    | Vyacheslav Taranov Russie                                                  | 16,76 m         |
| Lancer du poids   | Paolo Dal Soglio Italie                                                       | 20,39 m (CR)         | Roman Virastyuk Ukraine                                                | 19,90 m         | Pavol Pankuch Slovaquie                                                    | 19,06 m         |
| Lancer du disque  | Andreas Seelig Allemagne                                                      | 63,52 m (CR)         | Igor Primc Slovénie                                                    | 61,67 m         | Diego Fortuna Italie                                                       | 59,85 m         |
| Lancer du marteau | Andriy Skvaruk Ukraine                                                        | 79,76 m (CR)         | Nicola Vizzoni Italie                                                  | 78,04 m         | Sergey Kirmasov Russie                                                     | 77,02 m         |
| Lancer du javelot | Boris Henry Allemagne                                                         | 85,69 m (CR)         | Harri Haatainen Finlande                                               | 82,76 m         | Andreas Linden Allemagne                                                   | 78,93 m         |

### Femmes
| Épreuve          | Or                           | Or                   | Argent                      | Argent          | Bronze                       | Bronze          |
| ---------------- | ---------------------------- | -------------------- | --------------------------- | --------------- | ---------------------------- | --------------- |
| 100 m            | Yekaterina Leshchova Russie  | 11 s 41 (CR)         | Rahela Markt Croatie        | 11 s 71         | Francesca Cola Italie        | 11 s 77         |
| 200 m            | Yekaterina Leshchova Russie  | 23 s 24 (CR)         | Rahela Markt Croatie        | 23 s 74         | Uta Rohländer Allemagne      | 23 s 88         |
| 400 m            | Irina Rosikhina Russie       | 52 s 46 (CR)         | Kristina Perica Croatie     | 53 s 04         | Melissa Straker Barbade      | 53 s 05         |
| 800 m            | Natalya Dukhnova Biélorussie | 2 min 00 s 84 (CR)   | Yelena Buzhenko Ukraine     | 2 min 01 s 39   | Heike Meißner Allemagne      | 2 min 01 s 78   |
| 1 500 m          | Helena Javornik Slovénie     | 4 min 07 s 34 (CR)   | Yelena Zadorozhnaya Russie  | 4 min 09 s 03   | Olga Komyagina Russie        | 4 min 09 s 87   |
| 5 000 m          | Restituta Joseph Tanzanie    | 15 min 31 s 49 (CR)  | Elisa Rea Italie            | 15 min 32 s 67  | Helena Javornik Slovénie     | 15 min 37 s 50  |
| Marathon         | Hong Ok-Dan Corée du Nord    | 2 h 35 min 25 s (CR) | Ri Hyon-Gyong Corée du Nord | 2 h 39 min 50 s | Kimberly Markland États-Unis | 2 h 46 min 31 s |
| Saut en hauteur  | Iryna Mykhalchenko Ukraine   | 1,95 m               | Vita Styopina Ukraine       | 1,92 m          | Olga Kychanova Russie        | 1,92 m          |
| Saut en longueur | Valentīna Gotovska Lettonie  | 6,64 m               | Olena Khlopotnova Ukraine   | 6,57 m          | Yu Yiqun Chine               | 6,36 m          |
| Lancer du poids  | Nadine Kleinert Allemagne    | 19,12 m (CR)         | Larisa Peleshenko Russie    | 18,35 m         | Mara Rosolen Italie          | 17,68 m         |